# Вулька (гмина)
Вулька (пол. Wólka) — сельская гмина (волость) в Польше, входит как административная единица в Люблинский повет, Люблинское воеводство. Население — 11 126 человек (на 2014 год).

## Сельские округа
1. Бискупе-Колёня
2. Быстшица
3. Длуге
4. Якубовице-Муроване
5. Колёня-Плищын
6. Колёня-Свидник-Малы
7. Лущув-Други
8. Лущув-Первши
9. Лысакув
10. Плищын
11. Рудник
12. Собяновице
13. Свидничек
14. Свидник-Дужы
15. Свидник-Малы
16. Турка
17. Вулька

## Соседние гмины
1. Люблин
2. Гмина Ленчна
3. Гмина Мелгев
4. Гмина Немце
5. Гмина Спичин
6. Свидник